# Jeziorki (powiat poznański)

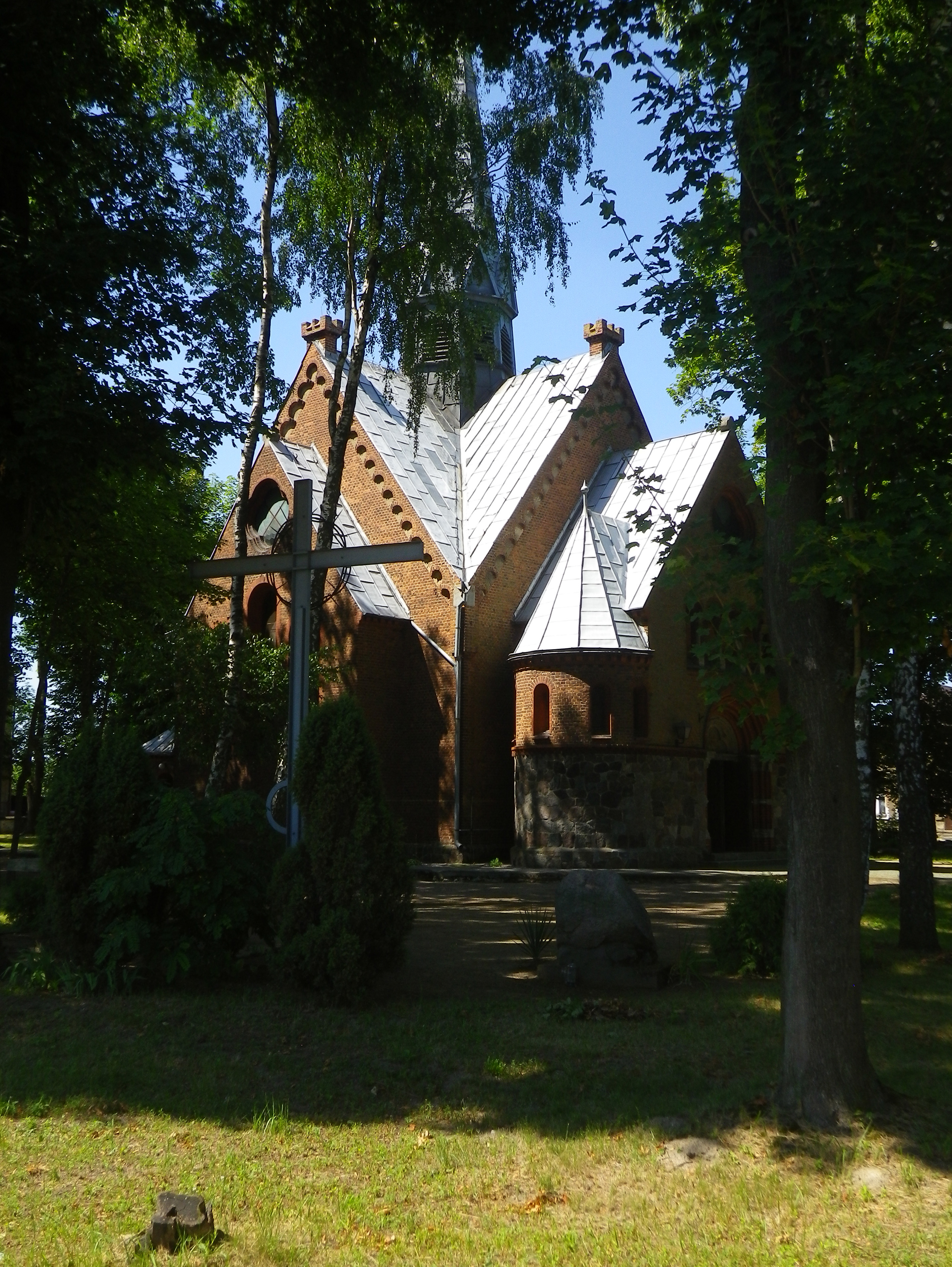
Kościół św. Teresy w Jeziorkach

Jeziorki – wieś w Polsce położona na Pojezierzu Poznańskim w województwie wielkopolskim, w powiecie poznańskim, w gminie Stęszew.
Wieś duchowna, własność Klasztoru Jezuitów w Poznaniu pod koniec XVI wieku leżała w powiecie poznańskim województwa poznańskiego. W latach 1975–1998 miejscowość należała administracyjnie do województwa poznańskiego.

## Położenie
Jeziorki leżą na Pojezierzu Poznańskim, w niemal bezleśnej okolicy, ok. 1,5 km na południe od drogi wojewódzkiej nr 306 (Stęszew-Lipnica). 

## Historia
Po raz pierwszy źródła historyczne wymieniają Jeziorki w 1387, wspominając o Johanne de Yesszorka. Od XV wieku miejscowość stanowiła rodzinne gniazdo rodu Jeziorkowskich, a w poł. XIX wieku przeszła w ręce rodzin Moszczeńskich i Sulerzyskich. Pod koniec XIX wieku przejął ją Heinrich von Tiedemann, jeden z założycieli Hakaty. W okresie międzywojennym majątkim zarządzał Stefan Dąbrowski, który m.in. zbudował w 1937 młyn.

## Zabytki
W miejscowości znajduje się 
- zabytkowy dwór w Jeziorkach wraz z zabudowaniami folwarcznymi, z drugiej poł. XIX wieku, w którym mieści się szkoła[6][7][8][9]; wybudowany w 1881r. dla Heinricha Tiedemanna, ówczesnego właściciela majątku.
- park o pow. 12,65 ha pochodzący z przełomu XVIII i XIX w., z pozostałościami dawnego ogrodu w stylu włosko-francuskim[6][8][9]. W parku znajdują się m.in. stawy, kamienny mostek, kopiec i figura Matki Boskiej[6].
- kościół ewangelicki, zbudowany latach 1896–1897  z fundacji Heinrich Tiedemann, w stylu neoromańskim z czerwonej cegły i głazów narzutowych, z zachowanym oryginalnym wyposażeniem[6][7][9]. Od 1935 pełni rolę świątyni katolickiej[7].